# Lipnice (Vintířov)
Lipnice (německy Littmitz také Litmitz) je zaniklá vesnice, část obce Vintířov v okrese Sokolov. Nacházela se v nadmořské výšce okolo 470 m v mělkém údolí Pstružného potoka asi 3 km severně od Královského Poříčí. Není zde evidována žádná adresa, v roce 1980 zde již nikdo nežil.

## Název
O slovanském založení Lipnice panuje shoda mezi německými i českými historiky. V nejstarších pramenech se vyskytují tvary Lipniczer a Lypnicz, později Lipnitz a Litmitz. Poprvé se objevují v roce 1785 u topografa Schalera dva názvy vesnice, německý Litmitz a český Litmicze. České pojmenování obce Litmice bylo stanovené roku 1854. Úřední název Litmice byl ve dvacátých letech 20. století změněn na Lipnici.

## Historie
První písemná zmínka o vesnici pochází z roku 1553, kdy je připomínán Heinrich de Lipniczer.
Osada byla založena obyvateli slovanského původu při osídlování zdejší oblasti někdy v raném středověku. Patřila k nejsevernějším místům podél řeky Ohře ve zdejším kraji, osídlené slovanským obyvatelstvem. Pravděpodobně ve 13. století došlo během německé kolonizace k asimilačnímu procesu a původní slovanští obyvatelé podlehli početně silnějším německým osídlencům.
V době šlikovského urbáře z roku 1525 vlastnili Lipnici manové loketského hradu Sebald a Merten Vorreiterové. Roku 1567 byla Lipnice vyjmuta z lén loketského hradu a jejím přímým držitelem se stal Christopf Vorreiter a kolem roku 1586 dva rytíři Fictumové. Lipnici získalo roku 1592 město Loket. Za účast na stavovském povstání postihly Loket pobělohorské konfiskace. Kromě řady dalších vesnic byla konfiskována i Lipnice, kterou získala Marie Magdalena Hertlová z Leitersdorfu. Od roku 1644 vlastnili Lipnici Nosticové, městu Loket se podařilo získat lipnické panství zpět až roku 1719. V roce 1815 získal Lipnici Johann David Starck a roku 1850 se stala Lipnice samostatnou obcí s katastrálním územím 564,2 ha. Jako část Lipnice byl připojen Alberov s územní rozlohou 241,3 ha, který se v roce 1907 oddělil jako samostatná obec.
Důsledkem Velké hospodářské krize byl vznik Sudotoněmecké strany, která ve volbách ovládla obecní zastupitelstvo. Lipnici osvobodila americká armáda 7. května 1945, po jednáních se Sovětským svazem byla demarkační linie posunuta na západ a Lipnice se dostala pod vojenskou správu Rudé armády. Vysídlení německého obyvatelstva v roce 1946 bylo organizováno přes sběrné středisko v Novém Sedle. V první polovině 50. let 20.   století se začalo s přípravou těžby uhlí lomem Lipnice. Těžba uhlí postupně zmenšovala území obce, až se přiblížila k jejímu středu. Následně došlo k jejímu zrušení k 26. listopadu 1971 a připojení k obci Vintířov.
Administrativně zanikla Lipnice k 1. dubnu 1980.
Ještě před zánikem byla k obci připojena osada Dolní Rozmyšl (německy Deutschbundesort). Jednalo se dělnickou kolonii, která až do roku 1960 byla součástí obce Horní Rozmyšl. Český název Dolní Rozmyšl byl vytvořen uměle až v roce 1948.
Jediné, co zbylo z Lipnice, je hřbitov, který byl v 70. letech 20. století zdevastován, ale v roce 2005 obnoven. Od té doby se scházejí obyvatelé zaniklé obce Lipnice jak z Čech, tak i Německa.

### Hornictví
V okolí Lipnice se dobývala již ve středověku železná ruda. Zdejší ruda byla dobře tavitelná a obsahovala 18 až 25% železa. Okolo roku 1800 byla objevena ložiska hnědého uhlí a pyritu. Nedlouho po nálezu kyzů při hloubení studny lipnickým občanem byly poblíž postaveny dva minerální závody. Zakladatelem závodu Jan Nepomucký se stal loketský měšťan František Miessl. Od roku 1806 zde vyráběl síru a od roku 1807 želenou skalici. K vytápění hutí používal uhlí, těžené spolu s kyzy. Hlubinným způsobem se zde těžilo v dolech Antonín Paduánský, Florián a Jan Nepomuk. V roce 1809 založili starosedelští huťaři konkurenční závod Svaté Trojice se čtyřmi doly, kterými byly Anežka, Antonín, Svaté Trojice a Heřman. V roce 1818 získal provozy Johann David Starck. Oba závody vyráběly koncem čtyřicátých let 19. století 70% síry, 70% vitriolového kamene (bezvodého síranu železitého - suroviny pro výrobu kyseliny sírové), 40% zelené skalice a 30% kamence ze Starckových hutí na Loketsku. Výroba trvala až do roku 1903, kdy oba závody zanikly. Na mnohaletou těžbu uhlí u Lipnice navázal hlubinný uhelný důl Kateřina, otevřený v roce 1890. Nejvyšší roční těžba uhlí 166 548 tun uhlí byla dosažena v roce 1913. V roce 1905 byla u dolu postavena malá briketárna. Brikety vyráběla v letech 1905–1917 s průměrnou roční výrobou 28 000 tun. Důl Kateřina ukončil těžbu v roce 1937. V letech 1952–1976 byl v Lipnice v provozu povrchový uhelný lom Lipnice. Jednalo se o maloprovoz s nejvyšší roční těžbou uhlí 633 331 tun v roce 1970. Postup lomu si vyžádal několik přeložek silnic a potoků a demolic domů. Vytěžené uhlí se dopravovalo na nádraží v Novém Sedle. V letech 1968–1971 byla obec Lipnice postupně likvidována. Po ukončení těžby uhlí v lomu Lipnice v roce 1976 začala místo lomu a původní obce Lipnice překrývat výsypka povrchového lomu Jiří.

## Obyvatelstvo
Obyvatelé Lipnice pracovali až do počátku hornických činností ve vesnici a okolí v zemědělství. Od přelomu 19. a 20. století již pracovala většina místních obyvatel v důlních provozech. Dlouhou tradici měla v Lipnici škola. Z původně vandrovní se v roce 1828 stala pomocnická škola, do které podle záznamů z roku 1834 chodilo 119 žáků z Lipnice a neznámý počet žáků z Alberova. Do školy uhodil roku 1834 blesk, ale nikomu se nic nestalo. Po této události nechal Johann David Starck postavit novou dvoutřídní školu, která byla později rozšířena na čtyřtřídní.
Po druhé světové válce došlo k vysídlení německého obyvatelstva. V Lipnici byli z vysídlení vyjmuti horníci a dělníci zaměstnaní v okolních dolech a průmyslových závodech. Obec se podařilo částečně dosídlit, ale i poté tvořilo původní německé obyvatelstvo většinu.
| Rok            | 1869 | 1880 | 1890 | 1900 | 1910  | 1921  | 1930 | 1950 | 1961 | 1970 | 1980 |
| -------------- | ---- | ---- | ---- | ---- | ----- | ----- | ---- | ---- | ---- | ---- | ---- |
| Počet obyvatel | 703  | 598  | 639  | 932  | 1 042 | 1 020 | 955  | 584  | 515  | 241  | 0    |
| Počet domů     | 78   | 83   | 91   | 111  | 122   | 121   | 130  | 133  | 138  | 56   | 0    |

## Zaniklé památky
Z významnějších staveb stávala v Lipnici středověká tvrz, která patřila Vorreiterům, manům loketského hradu. Po roce 1586 tvrz přestavěli dva rytíř Fictumové, kteří v té době vesnici vlastnili. Během třicetileté války byla tvrz zničena a zbořena. Nosticové na místě zničené tvrze postavili menší zámek. Roku 1835 byl zchátralý zámek přestavěn na pivovar. Nedaleko zámku, panského sídla, stávala barokní kaple z 18. století, pravděpodobně zasvěcená Nejsvětější Trojici. Na místě kaple byl v roce 1937 postaven v novorománském slohu jednolodní kostel Nejsvětější Trojice. Spolu s celou vesnicí zanikly i honosné domy a venkovská stavení s chebským hrázděním ve štítech a nadzemních podlaží.